# Jean Nicot
Jean Nicot, Signore di Villemain (Nîmes, 1530 – Parigi, 4 maggio 1600), è stato un diplomatico e lessicografo francese.
Originario di Nîmes, fu ambasciatore di Francia a Lisbona. Parlava spagnolo e italiano. Introdusse il tabacco (chiamato allora l'herbe à Nicot o herbe à la Reine) alla corte del re di Francia: da lui prende il nome la nicotina. Ebbe anche modo di curare l'emicrania a Caterina de' Medici.
In riconoscenza per i servigi resi alla Francia, il re lo rese nobile. Divenne signore di Villemain terme, località a est di Parigi, non lontano da Brie-Comte-Robert.
Morì nel 1600 e fu sepolto nel non più esistente Cimitero di Saint-Paul-des-Champs.
Motivo di fama tra i posteri gli deriva dal suo più grande lavoro, il Dizionario moderno della lingua francese, pubblicato solo nel 1606.